# Катарина Амалия фон Золмс-Лаубах
Катарина Амалия фон Золмс-Лаубах (на немски: Katharine Amalie zu Solms-Laubach; * 26 септември 1654, Лаубах; † 26 април 1736, Счевенинген, Хага) е графиня от Золмс-Лаубах и чрез женитба ландграфиня на Хесен-Филипстал.

## Произход
Тя е дъщеря на граф Карл Ото фон Золмс-Лаубах (1633 – 1676) и Амьона Елизабет фон Бентхайм-Щайнфурт (1623 – 1701), внучка на граф Арнолд II (IV) фон Бентхайм-Текленбург.

## Фамилия
Катарина Амалия се омъжва на 16 април 1680 г. в Касел за ландграф Филип фон Хесен-Филипстал (1655 – 1721). Те имат децата:
- Вилхелмина Хедвиг (1681 – 1699)
- Карл (1682 – 1770), ландграф на Хесен-Филипстал, ∞ 1725 г. за принцеса Каролина Христина фон Саксония-Айзенах (1699 – 1743)
- Амалия (1684 – 1754)
- Амьона (1685 – 1686)
- Филип (1686 – 1717)
- Фридерика Хенриета (1688 – 1761)
- Вилхелм (1692 – 1761), ландграф на Хесен-Филипстал-Бархфелд, ∞ 1724 за принцеса Шарлота Вилхелмина фон Анхалт-Бернбург-Шаумбург-Хойм (1704 – 1766)
- София (1695 – 1728), ∞ 1723 за херцог Петер Август фон Холщайн-Бек (1696 – 1775)